# Тиранчик жовтощокий
Тира́нчик жовтощокий (Phylloscartes kronei) — вид горобцеподібних птахів родини тиранових (Tyrannidae). Ендемік Бразилії.

## Опис
Довжина птаха становить 12 см. Верхня частина тіла переважно тьмяно-зелена, тім'я дещо тьмяніше. Над очима жовтуваті "брови". Через очі проходить темна смуга, за очима чорні плямки у формі півмісяця. Нижня частина тіла жовтувата, груди зеленувато-жовті, живіт жовтий. На крилах жовтуваті смужки, крила і хвіст мають жовтуваті края. Дзьоб темний, знизу світліший.

## Поширення і екологія
Жовтощокі тиранчики поширені на вузькій прибережній смузі на південному сході Бразилії, від південного сходу штату Сан-Паулу і долини річки Рібейра-де-Ігуапе вздовж узбережжя Парани і Санта-Катарини до крайнього північного сходу штату Ріу-Гранді-ду-Сул.  Зустрічаються не далі, ніж за 150 км від узбережжя. Жовтощокі тиранчики живуть на узліссях бразильського атлантичного лісу та на прилеглих узбережжях. Під час сезону розмноження віддають перевагу заболоченим ділянкам лісу зі стоячою водою. Живляться дрібними комахами, зокрема твердокрилими і перетинчастокрилими, на яких чатують серед рослинності та ловлять в польоті, а також плодами Clusia criuva і Ternstroemia brasiliensis. Іноді приєднуються до змішаних зграй птахів. Гніздяться у вересні-жовті, пташенята вилупляються в листопаді-грудні. Гніздо закрите, зроблене з лишайників і моху, розміщується в чагарниках на висоті 1,3 м над землею. В кладці 2 яйця.

## Збереження
МСОП класифікує цей вид як такий, що не потребує особливих заходів зі збереження. За оцінками дослідників, популяція жовтощоких тиранчиків становить від 3500 до 15000 птахів. Це досить поширений вид в межах свого ареалу.